# Associazione temporanea di imprese
Per associazione temporanea di imprese, o raggruppamento temporaneo di imprese, spesso indicate con gli acronimi ATI o RTI, nel diritto societario italiano, si intende una forma giuridica nella quale più imprese si uniscono per partecipare insieme alla realizzazione di un progetto specifico. Quando si associano i professionisti, si forma un raggruppamento temporaneo di professionisti, o RTP.
Lo specifico scopo può essere la partecipazione a gare d'appalto per le quali le singole imprese non possiedono, individualmente, tutte le competenze operative, caratteristiche, categorie o classifiche richieste nel bando.

## Tipologia delle ATI
Le ATI possono essere di tipo orizzontale, verticale o misto.

- L'associazione di imprese di tipo orizzontale è costituita da una mandataria e da alcune mandanti in possesso di qualificazione per la categoria prevalente e per classifica rispettivamente pari:
  - mandataria: misura minima pari al 40%;
  - mandanti: misura minima pari al 10%.

Tutte le imprese riunite sono responsabili nei confronti dell'amministrazione dell'esecuzione dell'intera opera. 
- L'associazione di imprese di tipo verticale si può formare quando un'impresa (mandataria) che sia capace per l'intera categoria prevalente ha bisogno di associarsi ad altra impresa (mandante)  che abbia la capacità di realizzare la categoria delle opere scorporabili. In questo caso le imprese mandanti hanno la responsabilità delle sole opere scorporate, salva la responsabilità della capogruppo per l'intera opera.

- L'associazione di imprese di tipo misto sono costituite sull'associazione di tipo orizzontale per le prestazioni di lavori o servizi prevalenti, e di tipo verticale per le prestazioni scorporabili. Cioè: due o più imprese omogenee, tra le quali è scelta un'impresa mandataria capogruppo, alla quale si associano una o più imprese eterogenee per eseguire le prestazioni di lavori o di servizi separabili.

## Caratteristiche

### Elementi giuridici
Nel caso di un'Associazione temporanea d'imprese di tipo verticale, la mandataria è l'unica responsabile nei confronti del committente della corretta e puntuale esecuzione dell'opera. Diversamente, nel caso di ATI orizzontale, tutte le imprese saranno solidalmente responsabili nei confronti della stazione appaltante (art. 48, comma 5, d. lgs. 50/2016, cosiddetto "Codice degli appalti pubblici").
La composizione dell'ATI è generalmente immodificabile, salvo i casi espressamente disciplinati ai commi 17 e 18 dello stesso art. 48, cit. In tal senso, la mandataria ha anche l'onere di provvedere a sostituire con la propria struttura o con un'altra azienda una mandante che eventualmente non fosse in grado di eseguire la parte dell'opera di propria competenza (ad esempio in caso di fallimento di una delle mandanti).

### Struttura
Un'associazione temporanea d'imprese è composta da un'azienda capogruppo, detta mandataria, alla quale le altre aziende che ne fanno parte, dette mandanti, danno l'incarico di trattare con il committente l'esecuzione di un'opera, quasi sempre attraverso la partecipazione a gare d'appalto.

### Scopi
Lo scopo dell'ATI è partecipare all'assegnazione di appalti, in particolare nel settore delle grandi costruzioni.

I vantaggi di questo tipo di aggregazione sono diversi a seconda delle aziende:
- per le imprese mandanti, solitamente imprese di dimensioni medio-piccole, l'aggregazione apre la possibilità di partecipare a grandi lavori per i quali singolarmente le stesse non sarebbero qualificate;[5]
- per l'impresa mandataria, di solito una grande azienda del settore di interesse, l'aggregazione consente di unire alla propria struttura quella di aziende specializzate in particolari campi inerenti all'appalto in oggetto, in grado di eseguire parti dell'opera per le quali essa non possiede conoscenze, mezzi e strutture adatte.

A titolo di esempio, nel caso della realizzazione di grandi costruzioni, le mandanti potrebbero essere aziende specializzate nell'installazione di impianti tecnologici (impianti elettrici, di riscaldamento e climatizzazione ecc.), mentre nel caso di infrastrutture, ad esempio stradali, le mandanti hanno strutture specifiche nei mezzi di sollevamento, nella fabbricazione di elementi prefabbricati, nella fornitura di calcestruzzo preconfezionato e simili.

### Durata
Un'associazione temporanea d'imprese ha solitamente durata coincidente con l'esecuzione dell'opera per la quale è stata costituita e si scioglie nel momento in cui l'opera è conclusa e tutte le partite economiche aperte per la stessa sono state chiuse, ossia con l'avvenuto incasso del corrispettivo finale. Questo non esclude tuttavia che un'ATI costituita per la partecipazione ad una gara d'appalto possa nel frattempo partecipare ad altre gare ed eventualmente aggiudicarsi altre commesse che ne prolungano pertanto l'esistenza.

Esistono inoltre forme particolari di associazione d'imprese, i cosiddetti consorzi stabili, che costituiscono associazioni che prevedono una durata indeterminata, spesso formate da grandi committenti e dai loro abituali subappaltanti, che possono a volte rimanere inattive per lungo tempo e comunque rimanere giuridicamente in essere.